# Млазни ловац друге генерације
Млазни ловац друге генерације је настао у периоду између средине педесете до раних шездесетих година прошлог века. Карактеристичан је по танком крилу великог угла стреле, великој брзини и висини лета, великој брзини пењања, ракетама са IC самонавођењем и радаром за детекцију циљева у ваздушном простору. Већина их је оптимизирано за успешно пресретање, чему је подешена аеродинамика и минимизирана му је маса, чак на уштрб количине горива и последично мале аутономије лета (кратко остаје у ваздуху). Најпознатији представник за ову намену из друге генерације је совјетски ловац МиГ-21. Друга група су оптимизирани као ловци-бомбардери.

## Развој
Развој друге генерације ловачких авиона, обликован је технолошким достигнућима, искуствима из Корејског рата и претњама блоковског сукоба ширих размера, са нуклеарним ударима. Технолошки напредак у аеродинамици, моторима и материјалима за изградњу структуре змаја авиона (пре свега алуминијумске легуре), омогућили су пројектантима да експериментишу са ваздухопловним иновацијама, као што су танка стреласта крила и делта крила и минимизација величине трупа авиона. Друга генерација су први авиони који оперативно лете надзвучним брзинама, са млазним мотором.

## Електронска опрема
У пројекту ловачких авиона коришћене су нове технологије, као што су радари. То је био основни електронски уређај, малих димензија, смештен у релативно мали расположив простор носног дела трупа. Код већине авиона 2. генерације је уграђен у врх померљивог „копља“, које служи за промену улазног пресека пито усисника. Ти радари скромних могућности су служили за откривање непријатељских авиона изван визуелног поља, чиме је смањена могућност од изненађења у нападу, од циљева који промакну детекцији земаљских система јављања, обавештавања и откривања.
Посебно је велики напредак у развоју система IC вођене ракете ваздух-ваздух, што је остало код свих ловачких авиона свих генерација као обавезан сегмент офанзивног оружју, а први пут је употребљено у историји ваздухопловства на другој генерацији. Током овог периода, пасивно IC вођене ракете је постало као стандард, али рани IC ракетни сензор је имао малу осетљивост и веома узано видно поље (обично не више од 30°), што ограничавало њихово ефикасно коришћење само из директне сфере млазница мотора. Касније су развијене сверакусне ракете, за осетљивијим IC сензором.

## Наоружање
Период претњи од избијања трећег светског рата, са карактеристикама великих армија наоружаних са механизованим и нуклеарним оружјем, довело је до високог степена специфичних пројеката авиона: пресретача (попут енглеског Електрик лајтинга и МиГ-21Ф) и ловаца-бомбардера (као што је F-105 тандершиф и Су-7). Борба у ваздушном простору, доминантна је у оба случаја. Пресретач је био изданак визије вођене ракете која би у потпуности заменила ватрено оружје у блиској борби и била ефикасна на дистанци, изван визуелног опсега. Као резултат тога, пресретачи су пројектовани са великом носивошћу ракета и моћним радаром, жртвујући агилност у корист велике брзине, плафона лета и брзине пењања. Уз примарну ПВО улогу, акценат је стављен на могућност да се успешно пресретну стратешки бомбардери, на великим висинама лета. Специјализована оптимизација пројекта пресретача има обично за последицу ограничен мали долет и слабе борбене особине дејства ваздух-тло. Ловци-бомбардери су оптимизирани између ових граница, супериорних пресретачких борбених карактеристика и ваздух-земља. Ови авиони су одликовани са великом брзином лета и добрим карактеристикама на малим висинама, за дејство ваздух-тло. Били су наоружани са ТВ и IC вођеним ракетама ваздух-тло и традиционалним бомбама са слободним падом. Поједини авиони 2. генерације, били су способни да носе и нуклеарну бомбу.

## Пројекти авиона 2. генерацији

### Реализовани
| САД               | СССР/ Русија  | Остали               | Остали               |
| ----------------- | ------------- | -------------------- | -------------------- |
| F-8 крусадер      | МиГ-19        | Француска            | Супер мистер         |
| F-102 делта дагер | МиГ-21        | Француска            | Етандар IV           |
| F-106 делта дарт  | Су-7          | Француска            | Мираж III            |
| F4D скареј        | Су-11         | Француска            | Мираж 5              |
| F-11 тигер        | Јак-38        | Кина                 | Шенјанг J-6          |
| F-104 старфајтер  | МиГ-19 Јак-38 | Кина                 | ченду J-7            |
| F-101 вуду        | МиГ-19 Јак-38 | Индија               | HF-24 марут          |
| F-100 супер сејбр | МиГ-19 Јак-38 | Израел               | IAI нешер            |
| FJ-4 фури         | МиГ-19 Јак-38 | Шведска              | Саб 32 лансен        |
| F-105 тандерчиф   | МиГ-19 Јак-38 | Шведска              | Саб 35 дракен        |
| F-104 старфајтер  | МиГ-19 Јак-38 | Уједињено Краљевство | Си виксен            |
| F-104 старфајтер  | МиГ-19 Јак-38 | Уједињено Краљевство | Електра лајтинг      |
| F-104 старфајтер  | МиГ-19 Јак-38 | Уједињено Краљевство | Глостер јавелин      |
| F-104 старфајтер  | МиГ-19 Јак-38 | Уједињено Краљевство | Хокер хантер         |
| F-104 старфајтер  | МиГ-19 Јак-38 | Уједињено Краљевство | Супермарине скимитер |
| F-104 старфајтер  | МиГ-19 Јак-38 | Уједињено Краљевство | Супермарине сфивт    |

### Отказани
| Канада      | Египат        |
|             |               |
| CF-105 аров | Хелван HA-300 |